# 塞纳河畔图尔讷多
塞纳河畔图尔讷多（法語：Tournedos-sur-Seine）是法国厄尔省的一个市镇，位于该省东北部，属于莱桑德利区。该市镇总面积6.65平方公里，2009年时的人口为93人。

## 人口
塞纳河畔图尔讷多人口变化图示